# وسام الاستقلال (تونس)
وسام الاستقلال هو وسام تونسي أسس في 6 سبتمبر 1956 من قبل ملك تونس محمد الأمين باي إثر استقلال البلاد عن الحماية الفرنسية في 20 مارس من نفس السنة وذلك تحت اسم نيشان الاستقلال. يُعتبر حاليًا من أعلى أوسمة البلاد قيمة إلى جانب وسام الجمهورية.

## التاريخ
أسس هذا الوسام بمقتضى الأمر العلي عدد 250 المؤرخ في 30 محرم 1376 (9 سبتمبر 1956) المتعلق بإحداث وسام الاستقلال.

بعد إلغاء الملكية وقيام الجمهورية في 25 يوليو 1957، تم تعديله بمقتضى القانون عدد 32 المؤرخ في 16 مارس 1959 المتعلق بإعادة تنظيم وسام الاستقلال.

أعيد تنظيمه آخر مرة بمقتضى القانون عدد 21 المؤرخ في 30 مايو 1963 المتعلق بتنقيح القانون السابق ذكره.

### خصوصيات وسام الاستقلال بين 1956 و1959
عند إنشاء الوسام في 6 سبتمبر 1956، كان يتكون من 5 أصناف ولم تتغير منذها (الأكبر، الأول، الثاني، الثالث، الرابع). يحمل الوسام مدى الحياة وهو غير قابل للتوريث.
وضع شرط عددي لهذا الوسام: الصنف الرابع غير محدود العدد، الصنف الثالث له أربعة آلاف شخص، الصنف الثاني له ألف شخص، مائتين للصنف الأول، ومائة واحدة للصنف الأكبر. بالنسبة للأجانب فهم لا يحتسبون في هذا العدد. الصنف الأكبر يقدم دون أقدمية، ولكن بقية الأصناف تستوجب أقدمية حددها القانون. يمكن الاستغناء عن هذا الشرط في الحالات الاستثنائية.

خصوصيات الأصناف هي:
- الصنف الأكبر: نجم مستدير عالي الوسط وذو عشرة أضلاع يتكون من الفضة المنحوتة والألماس، تحته عشرة أشعة في كل شعاع خمسة أشواك. يتوسطه اسم الملك منحوت بالفضة على الزاج الأخضر، ويحمل الوسام في الجهة اليسرى من الصدر. أما الوشاح، فعرضه 85 مم وهو من الحرير الأخضر، في كل طرف منه خطان أحمران، ويحمل على العاتق الأيمن، ويثبت أسفله بوسام من الصنف الثاني.
- الصنف الأول: هو مثل الصنف الأكبر ولكنه أصغر منه، يحمل في الجهة اليمنى من الصدر، ولا يرافق وسام من الصنف الثاني.
- الصنف الثاني: مثل الصنف الأول ولكنه أصغر منه. أضلاعه تنقسم بين الزاج الأحمر والزاج الأخضر. يحمل حول العنق.
- الصنف الثالث: مثل الصنف الثاني ولكنه أصغر منه. يعلق بمساك على الجهة اليسرى من الصدر.
- الصنف الرابع: ليس مزججا بالزاج الأخضر والأحمر، وهو أصغر من الصنف الثالث. يعلق بمساك على الجهة اليسرى من الصدر.

### خصوصيات وسام الاستقلال بين 1959 و1963
بعد إلغاء الملكية وإعلان الجمهورية في 1957، أعيد تنظيم الوسام في 1959. أصبح رئيس الجمهورية التونسية النقيب الأكبر للوسام بصفته، وتم إلغاء الشرط العددي لمختلف الأصناف. إلى جانب الأصناف الخمسة، يحتوي وسام الاستقلال على القلادة الكبرى للنقيب الأكبر للوسام الخاصة برئيس الجمهورية، وكذلك قلائد مخصصة لرؤساء الدول الأجنبية. الأصناف تستوجب أقدمية حددها القانون. يمكن الاستغناء عن هذا الشرط في الحالات الاستثنائية.

تم الإبقاء على نفس الأصناف ولكن تغيرت خصوصياتها:
- الصنف الأكبر: صفيحة ذهبية قطرها 85 مم، تتركب من نجم ذو عشرة أضلاع مطلية بالزاج الأحمر وتتخللها خمسة أشعة من الذهب المصقول. تتوسط النجم طغراء الجمهورية التونسية المنقوشة عليه، وتعلوها عبارة «الاستقلال». يحمل الصنف الأكبر بالجهة اليسرى من الصدر. أما الوشاح فهو من الحرير الأبيض، يبلغ عرضه 101 مم، يمتد على حافتيه خطان أحمران، وبوسطه ثلاثة خطوط حمر. يحمل الوشاح على العتاق الأيمن ويعلق بأسفله وسام من الصنف الثاني.
- الصنف الأول: مثل الصنف الأكبر ولكن صفيحته فضية. يحمل بالجهة اليمنى من الصدر، ويمكن أن يضاف له الصنف الثالث على الجهة اليسرى.
- الصنف الثاني: صفيحة ذهبية قطرها 56 مم، تتركب من نجم ذو عشرة أضلاع وتتخللها خمسة أشعة من الذهب المصقول. تتوسطها طغراء أصغر من طغراء الصنف الأكبر. يحمل الوسام معلقا حول الرقبة بواسطة وشاح عرضه 37 مم يمر بحلقة مستطيلة من ذهب منقوشة على الشكل اللؤلؤي.
- الصنف الثالث: مثل الصنف الثاني ولكن قطر الصفيحة 51 مم. يحمل الوسام بالجهة اليسرى من الصدر بواسطة وشاح عرضه 37 مم وبه وردة يبلغ قطرها 27 مم ويمر بحلقة مستطيلة من ذهب منقوشة على الشكل اللؤلؤي.
- الصنف الرابع: مثل الصنف الثالث ولكنه من الفضة. يحمل بنفس طريقة الصنف الثالث ولكن دون الوردة.
- القلادة الكبرى للنقيب الأكبر مصنوعة من الذهب الأصم، وتتركب من 13 نوطا تحيط بها حلقات في شكل غصون الزيتون وسنابل القمح. جميع الأنواط مطلية بالزاج الأحمر ومرسوم على كل واحدة منها طغراء الجمهورية. النوط الأوسط الواقع فوق الواسطة مرسوم عليه الهلال والنجم. أما الواسطة تتركب من وسام مماثل لوسام الصنف الثاني، غير أنه أكبر قليلا منه وأضلاعه مطلية بالزاج الأحمر ومرصعة بالألماس. تتوسطه الطغراء مصغرة وملونة وحولها عبارة «الاستقلال». ينقش خلف القلادة أسماء رؤساء الجمهورية ومدة ولايتهم.
- القلائد المخصصة لرؤساء الدول الأجنبية فهي مماثلة شكلا للقلادة الكبرى، غير أنها غير مرصعة بالألماس وطغرائها غير مصغرة وغير ملونة.

### خصوصيات وسام الاستقلال الحالي (منذ 1963)
صدر في 1963 القانون عدد 21 والذي غير عدة فصول من قانون 1959 وخاصة المتعلقة بخصوصيات أصناف الوسام، والتغييرات هي:
- الصنف الأكبر: صفيحة فضية قطرها 85 مم (55 مم للسيدات) وتحمل على الجانب الأيسر من الصدر، تتركب من نجم ذو عشرة أضلاع مطلي بالزاج الأحمر وتتركز على طبق من أشعة لؤلؤية. ترسم عبارة الاستقلال وسط الصفيحة. أما الوشاح الذي يبلغ عرضه 105 مم (80 مم للسيدات)، فيحمل على العاتق الأيمن، وهو أحمر اللون، على حافتيه خطان أبيضان، ويعلق بأسفله وسام من الصنف الثاني.
- الصنف الأول: مثل الصنف الأكبر ويحمل على الجانب الأيمن من الصدر. يضاف إليه وسام مماثل للصنف الثاني يعلق حول الرقبة بواسطة وشاح ويربط بعقدة لؤلئية.
- الصنف الثاني: مثل الصنف الأكبر ولكن قطر صفيحته 60 مم. تتوسطه عبارة الاستقلال ولكن أقل حجما. يحمل معلقا بالرقبة بواسطة وشاح.
- الصنف الثالث: مثل الصنف الأكبر ولكن قطر صفيحته 50 مم. تتوسطه عبارة الاستقلال ولكن أقل حجما. يحمل على الجانب الأيسر من الصدر معلقا بواسطة وشاح يحمل هو نفسه وردة.
- الصنف الرابع: مماثل للصنف الثالث، ويحمل على الجانب الأيسر من الصدر معلقا بواسطة وشاح.
- القلادة الكبرى للنقيب الأكبر مصنوعة من الذهب الأصم، وتتركب من 13 نوطا تحيط بها حلقات في شكل غصون الزيتون وسنابل القمح. جميع الأنواط مطلية بالزاج الأحمر. النوط الأوسط الواقع فوق الواسطة مرسوم عليه الهلال والنجم. أما الواسطة تتركب من وسام مماثل لوسام الصنف الثاني، غير أنه أكبر قليلا منه وأضلاعه مطلية بالزاج الأحمر ومرصعة بالألماس. تتوسطه عبارة «وسام الاستقلال». ينقش خلف القلادة أسماء رؤساء الجمهورية وتواريخ بداية ونهاية مهامهم.
- القلائد المخصصة لرؤساء الدول الأجنبية فهي مماثلة شكلا للقلادة الكبرى، غير أنها غير مرصعة بالألماس.

## الأصناف
- القلادة الكبرى للنقيب الأكبر للوسام الخاصة برئيس الجمهورية.
- القلادة المخصصة لرؤساء الدول الأجنبية.
- الصنف الأكبر (Grand-cordon).
- الصنف الأول (Grand officier).
- الصنف الثاني (commandeur).
- الصنف الثالث (officier).
- الصنف الرابع (chevalier).

## روابط خارجية
- الأمر العلي عدد 250 المؤرخ في 30 محرم 1376 (9 سبتمبر 1956) المتعلق بإحداث وسام الاستقلال.
- القانون عدد 32 المؤرخ في 16 مارس 1959 المتعلق بإعادة تنظيم وسام الاستقلال.
- القانون عدد 21 المؤرخ في 30 مايو 1963 المتعلق بتنقيح القانون عدد 32 المؤرخ في 16 مارس 1959.